# تيم بابكوك
تيم بابكوك هو سياسي أمريكي، ولد في 27 أكتوبر 1919 في ليتلفورك في الولايات المتحدة، وتوفي في 7 أبريل 2015 في هيلينا في الولايات المتحدة. نشط حزبياً في الحزب الجمهوري. وقد انتخب حاكم مونتانا ‏ (25 يناير 1962 – 6 يناير 1969) وانتخب عضو مجلس نواب مونتانا ‏.